# Русский листок (петербургская газета)
«Русский листок» — российская еженедельная газета, которая издавалась в XIX веке.
Первый номер газеты «Русский листок» вышел в свет 1 января 1862 года в столице Российской империи городе Санкт-Петербурге.
Периодическое печатное издание «Русский листок» издавалось на русском языке и освещало вопросы литературы, науки, искусств, ремёсел и промышленности.
Первым редактором газеты «Русский листок» был Ю. Волков, затем Г. И. Кори.
С 1863 года соредакторами «Русского листка» были В. Д. Скарятин и Н. H. Юматов.
В том-же году, начиная с 32 выпуска, «Русский листок» стал выходить под новым названием — «Весть».